# Savana

Titelblatt der Ausgabe vom 6. August 2010

Savana ist eine mosambikanische, portugiesischsprachige Wochenzeitung. Sie wird von der freien Medienkooperative Mediacoop in Maputo herausgegeben und gilt als eine der bekanntesten überregionalen Zeitungen  des Landes.
Innerhalb der mosambikanischen Medienlandschaft übernimmt Savana eine zumeist regierungskritische Rolle ein, wofür Journalistinnen und Journalisten der Zeitung gelegentlich Gewaltandrohungen erhalten. Kritiker behaupten, Savana sei der Regierung gegenüber „zu kritisch“ und „zu voreingenommen“ und sie würde keine objektive Rolle einnehmen.
Savana wurde 1993 vom regierungskritischen Journalisten Carlos Cardoso gegründet, bis dieser 1999 das Redaktionsteam der Zeitung verließ und eine eigene Zeitung (Metical) gründete.
Leiter von Savana ist Francisco Lima, der für seine Arbeit und seine Reportagen 2008 den CNN Multichoice African Journalist Award in der Kategorie „Portugiesischsprachige Medien“ erhielt.